# Charzykowy
Charzykowy (deutsch Müskendorf; kaschubisch Charzëkòw) ist ein Ort in Polen. Er gehört zur Landgemeinde Chojnice im Powiat Chojnicki der Woiwodschaft Pommern. Der Ort Charzykowy liegt am Charzykowskie-See (südöstliches Ufer), der ein Teil des Nationalparks Bory Tucholskie ist. Dieser ist zum Angeln, Segeln und Baden geeignet. Seit der Einführung des Segelsports 1922 durch Otto Weiland finden in Charzykowy regelmäßig nationale wie auch internationale Regatten statt. Der Segelkub (Chojnicki Klub Żeglarski, ChKŻ) ist der älteste Polens.

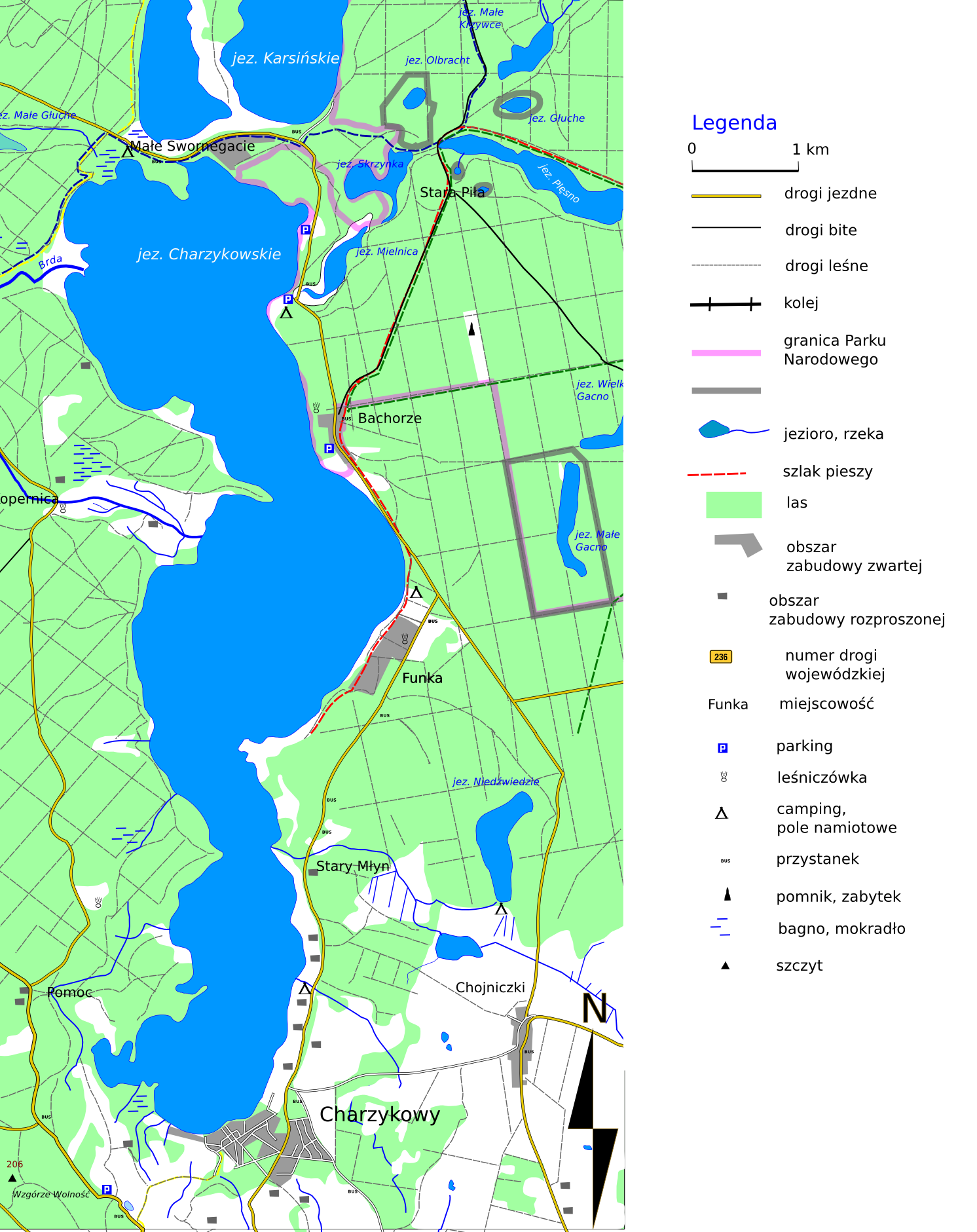
Karte Charzykowy-See

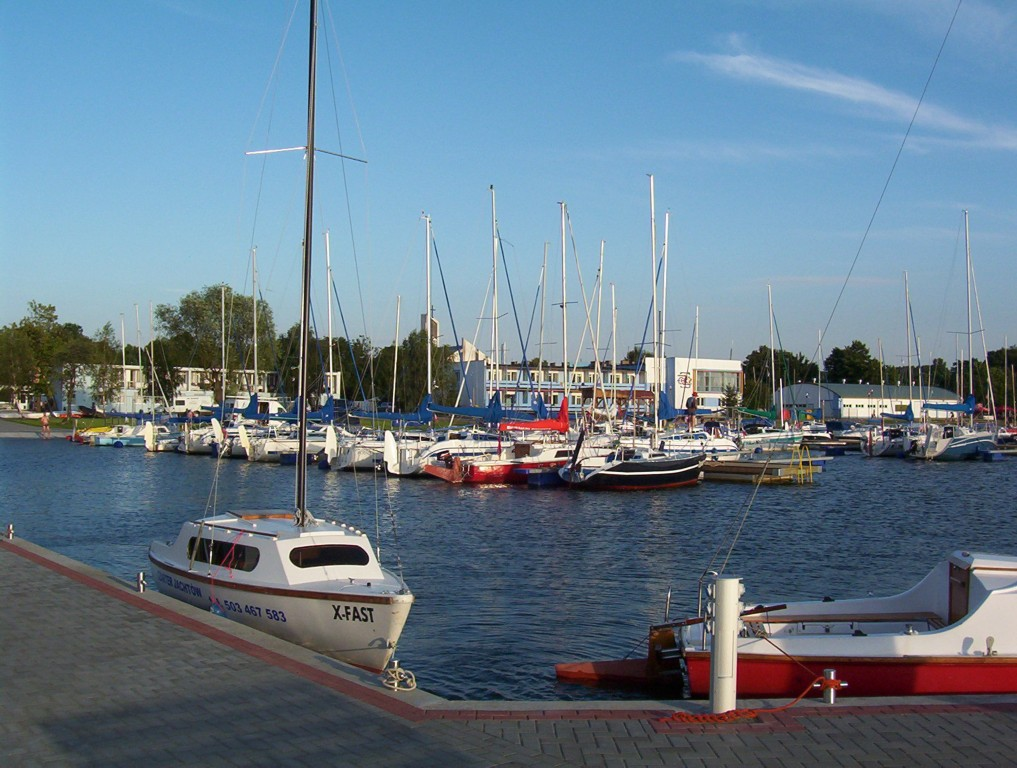
Der Hafen von Charzykowy

Der Ort ist ein Touristenzentrum mit entsprechender Infrastruktur (Strand, Jachthafen, Hotels und andere Unterkunftsmöglichkeiten).
Nach Chojnice besteht eine Busverbindung, außerdem gibt es über die ganze Strecke einen Radweg. Der Bau eines Radweges um den See ist bereits weit fortgeschritten.